# Dobravica pri Velikem Gabru
Dobravica pri Velikem Gabru – wieś w Słowenii, w gminie Trebnje. W 2018 roku liczyła 22 mieszkańców.